# Śpiewnik Kościoła Jezusa Chrystusa Świętych w Dniach Ostatnich
Hymny, oraz Pieśni dla dzieci – w latach 1982–2016 oficjalny śpiewnik Kościoła Jezusa Chrystusa Świętych w Dniach Ostatnich. W języku polskim wydany został w roku 1982 przez wydawnictwo Intelectual Reserve, Inc. W 2016 r. śpiewnik ten został zastąpiony nowym, rozszerzonym wydaniem. 

## Lista pieśni

### Hymny

#### Na rozpoczęcie zebrania
| Lp. | Tytuł pieśni              | Tytuł angielski               | Słowa                                                                     | Melodia                                                                        | Odnośniki                             | Liczba zwrotek | Strona |
| --- | ------------------------- | ----------------------------- | ------------------------------------------------------------------------- | ------------------------------------------------------------------------------ | ------------------------------------- | -------------- | ------ |
| 1.  | O, zbawco Izraela!        | Redeemer of Israel            | William W. Phelps, (1792–1872), zaadaptowane od Joseph Swain, (1761–1796) | Freeman Lewis, (1780–1859)                                                     | 2 Mojż. 13,21-22; 1 Ne. 22:12         | 3              | 2      |
| 2.  | Chodź, chodź mój bracie   | Come, Come, Ye Saints         | William Clayton, (1814–1879)                                              | Angielska ludowa                                                               | NiP. 61:36-39; NiP. 59:1-4            | 4              | 4      |
| 3.  | Jak mocna podstawa        | How Firm a Foundation         | Robert Keen, ok. (1787)                                                   | J. Ellis, ok. (1889)                                                           | Iz. 41:10; He. 5:12                   | 3              | 7      |
| 4.  | Dzieci Pana, pójdźmy wraz | Come, Ye Children of the Lord | James H. Wallis, (1861–1940)                                              | hiszpańska; aranżacja Benjamin Carr, (1768–1831)                               | NiP. 133:25,33,56; Obj. 7:9-17        | 3              | 10     |
| 5.  | Kiedy burze życia         | Count Your Blessings          | Johnson Oatman Jr., (1856–1922)                                           | Edwin O. Excell, (1851–1921)                                                   | NiP. 78:17-19; Al. 34:38              | 3              | 12     |
| 6.  | Śmiało naprzód            | Let Us All Press On           | Evan Stephens, (1854–1930)                                                | Evan Stephens, (1854–1930)                                                     | NiP. 6:33-37; 1 Ne. 22:15-17          | 3              | 16     |
| 7.  | Boże, radością wielką mi  | Sweet Is the Work             | Isaac Watts, (1674–1748)                                                  | John J. McClellan, (1874–1925)                                                 | Ps. 92:1-5; Enos 1:27                 | 4              | 22     |
| 8.  | Ty zawsze ze mną bądź     | I Need Thee Every Hour        | Annie S. Hawks, (1835–1918)                                               | Robert Lowry, (1826–1899)                                                      | 2 Ne. 4:16-36; Psalm 143:1            | 5              | 24     |
| 9.  | Jaki piękny to był ranek  | Joseph Smith’s First Prayer   | George Manwaring, (1854–1889)                                             | Sylvanus Billings Pond, (1792–1871) zaadaptowane przez A.C. Smyth, (1840–1909) | JS-Historia 1:14-20,25; List Jak. 1:5 | 4              | 19     |

#### Sakramentalne
| Lp. | Tytuł pieśni                      | Tytuł angielski                    | Słowa                                | Melodia                                                                     | Odnośniki                      | Liczba zwrotek | Strona |
| --- | --------------------------------- | ---------------------------------- | ------------------------------------ | --------------------------------------------------------------------------- | ------------------------------ | -------------- | ------ |
| 10. | My chcemy Boga                    | How Great the Wisdom and the Love  | Eliza R. Snow, (1804–1887)           | Thomas McIntyre, (1833–1914)                                                | Mojż. 4:1-2; Al. 42:14-15      | 4              | 28     |
| 11. | Skonał nasz Zbawca i nasz Pan     | Behold the Great Redeemer Die      | Eliza R. Snow, (1804–1887)           | George Careless, (1839–1932)                                                | NiP. 18:11; Łuk. 22:42; 23:46  | 3              | 30     |
| 12. | O Boże, Wieczny Ojcze             | O God, the Eternal Father          | William W. Phelps, (1792–1872)       | Felix Mendelssohn, (1809–1847)                                              | NiP. 20:77,79; Iz. 53:2-5      | 3              | 32     |
| 13. | Boże Ojcze, usłysz nas            | God, Our Father, Hear Us Pray      | Annie Pinnock Malin, (1863–1935)     | Louis M. Gottschalk, (1829–1869); zaadaptował: Edwin P. Parker, (1836–1925) | NiP. 59:9-12; 2 Ne. 10:24-25   | 3              | 34     |
| 14. | Jezus w biedzie żyć musiał tu     | Jesus, Once of Humble Birth        | Parley P. Pratt, (1807–1857)         | Giacomo Meyerbeer, (1791–1864), zaadaptował                                 | Łuk. 2:7; Mat. 25:31           | 3              | 36     |
| 15. | Podziwiam miłości czyn            | I Stand All Amazed                 | Charles H. Gabriel, (1856–1932)      | Charles H. Gabriel, (1856–1932)                                             | Mos. 3:5-8; Jan. 15:13         | 3              | 38     |
| 16. | Na wzgórzu, na zielonym           | There Is a Green Hill Far Away     | Cecil Frances Alexander, (1818–1895) | John H. Gower, (1855–1922)                                                  | Jan. 19:16-20; Hebr. 13:12     | 4              | 41     |
| 17. | Dziś wielbić będziemy Jezusa imię | We’ll Sing All Hail to Jesus’ Name | Richard Alldridge, (1815–1896)       | Joseph Coslett, (1850–1910)                                                 | 2 Ne. 9:5,10-12; Mojż. 4:20-21 | 3              | 42     |
| 18. | My w pokorze, Zbawicielu          | In Humility, Our Savior            | Mabel Jones Gabbott, (1910)          | Rowland H. Prichard, (1811–1887)                                            | 2 Ne. 2:7; NiP. 59:9           | 2              | 44     |

#### Na zakończenie zebrania
| Lp. | Tytuł pieśni                      | Tytuł angielski                     | Słowa                                    | Melodia                                 | Odnośniki                           | Liczba zwrotek | Strona |
| --- | --------------------------------- | ----------------------------------- | ---------------------------------------- | --------------------------------------- | ----------------------------------- | -------------- | ------ |
| 19. | Duch Boży jak płomień najświętszy | The Spirit of God                   | William W. Phelps, 1792–1872             | Anonim, (1844)                          | NiP. 109:79-80; NiP. 110            | 3              | 50     |
| 20. | Z wysokich szczytów gór           | High on the Mountain Top            | Joel H. Johnson, (1802–1882)             | Ebenezer Beesley, (1840–1906)           | Iz. 2:2-3; Iz. 5:26                 | 3              | 26     |
| 21. | O, czym prawda jest?              | Oh Say, What Is Truth?              | John Jaques, (1827–1900)                 | Ellen Knowles Melling, (1820–1905)      | NiP. 93:23-28; Jan. 18:37-38        | 3              | 54     |
| 22. | Radujmy się                       | Now Let Us Rejoice                  | William W. Phelps, (1792–1872)           | Henry Tucker, ok. (1863)                | Mojż. 7:61-67; 10. artykuł wiary    | 3              | 56     |
| 23. | Czyń, coś powinien                | Do What Is Right                    | Anonim, The Psalms of Life, Boston, 1857 | George Kaillmark, (1781–1835)           | 5 Mojż. 6:17-18; He. 10:4-5         | 3              | 60     |
| 24. | Dziękujemy Ci, Boże, za proroka   | We Thank Thee, O God, for a Prophet | William Fowler, (1830–1865)              | Caroline Sheridan Norton, 1808–ok. 1877 | NiP. 21:1-5; Mos. 2:41              | 3              | 47     |
| 25. | Ja wiem, że żyje Zbawiciel mój    | I Know That My Redeemer Lives       | Samuel Medley, (1738–1799)               | Lewis D. Edwards, (1858–1921)           | Job. 19:25; Ps. 104:33-34           | 3              | 64     |
| 26. | Boże Ojcze, nie opuszczaj go      | God Be with You Till We Meet Again  | Jeremiah E. Rankin, (1828–1904)          | William G. Tomer, (1833–1896)           | 2 Tes. 3:16; 4 Mojż. 6:24-26        | 3              | 68     |
| 27. | O mój Ojcze                       | O My Father                         | Eliza R. Snow, (1804–1887)               | James McGranahan, (1840–1907)           | Rzym. 8:16-17; Dz. 17:28-29 (22-31) | 4              | 71     |

#### Hymny na dany temat
| Lp. | Tytuł pieśni                        | Tytuł angielski                 | Temat             | Słowa                                | Melodia                              | Odnośniki                       | Liczba zwrotek | Strona |
| --- | ----------------------------------- | ------------------------------- | ----------------- | ------------------------------------ | ------------------------------------ | ------------------------------- | -------------- | ------ |
| 28. | Cały świat jest piękny              | Love at Home                    | Dom, rodzina      | John Hugh McNaughton, (1829–1891)    | John Hugh McNaughton, (1829–1891)    | Mos. 4:14-15; Kazn. 9:9         | 3              | 74     |
| 29. | Być może nie na wierzchołkach gór   | I’ll Go Where You Want Me to Go | Praca misjonarska | Mary Brown, (1856–1918)              | Carrie E. Rounsefell, (1861–1930)    | 1 Ne. 3:7; NiP. 4:2             | 2              | 80     |
| 30. | Zanim z domu dziś wyszedłeś         | Did You Think to Pray?          | Modlitwa          | Mary A. Pepper Kidder, (1820–1905)   | William O. Perkins, (1831–1902)      | Ps. 5:3,12; Mar. 11:24-25       | 3              | 77     |
| 31. | Chwalmy proroka                     | Praise to the Man               | Joseph Smith      | William W. Phelps, (1792–1872)       | Szkocka ludowa                       | NiP. 135                        | 3              | 84     |
| 32. | Kiedyś, w Judei                     | Far, Far Away on Judea’s Plains | Boże Narodzenie   | John Menzies Macfarlane, (1833–1892) | John Menzies Macfarlane, (1833–1892) | Łuk. 2:8-20; NiP. 45:71         | 3              | 88     |
| 33. | Cicha noc                           | Silent Night                    | Boże Narodzenie   | Joseph Mohr, (1792–1848)             | Franz Gruber, (1787–1863)            | Łuk. 2:7-14; Al. 7:10-12        | 3              | 90     |
| 34. | Jezus, Pan nasz dziś zmartwychwstał | Christ the Lord Is Risen Today  | Wielkanoc         | Charles Wesley, (1707–1788)          | Anonim, Lyra Davidica, 1708          | Mat. 28:5-6; 1 Kor. 15:20,53-57 | 3              | 112    |
| 35. | Pan zmartwychwstał                  | He Is Risen!                    | Wielkanoc         | Cecil Frances Alexander, (1818–1895) | Joachim Neander, (1650–1680)         | Mar. 16:6-7; Mos. 16:7-9        | 3              | 92     |

### Pieśni dla dzieci
| Lp. | Tytuł pieśni                   | Tytuł angielski                      | Słowa                                | Melodia                              | Odnośniki                      | Liczba zwrotek | Strona |
| --- | ------------------------------ | ------------------------------------ | ------------------------------------ | ------------------------------------ | ------------------------------ | -------------- | ------ |
| 36. | Ja Ojca w niebie mam           | I Know My Father Lives               | Reid N. Nibley, (ur. 1923)           | Reid N. Nibley, (ur. 1923)           | Moro. 10:5; Abrah. 3:22-28     | 2              | 94     |
| 37. | Bóg moim Ojcem jest            | I Am a Child of God                  | Naomi W. Randall, (ur. 1908)         | Mildred T. Pettit, (1895–1977)       | Ps. 82:6; Mos. 4:15; NiP. 14:7 | 3              | 96     |
| 38. | Dziękuję Ci, Ojcze             | I Thank Thee, Dear Father            | Anonim                               | George Careless, (1839–1932)         | Ef. 5:20; Al. 37:36-37         | 2              | 98     |
| 39. | Czasami, gdy czytam            | I Think When I Read That Sweet Story | Jemima Luke, (1813–1906)             | Leah Ashton Lloyd, (1894–1965)       | 3 Ne. 17:21-23; Łuk. 18:16     | 3              | 100    |
| 40. | Naucz mnie chodzić ze światłem | Teach Me to Walk in the Light        | Clara W. McMaster, (ur. 1904)        | Clara W. McMaster, (ur. 1904)        | Iz. 2:5; Ef. 5:8               | 3              | 102    |
| 41. | Mój Bóg dał mi świątynię       | The Lord Gave Me a Temple            | Donnell Hunter, (ur. 1930)           | Darwin Wolford, (ur. 1936)           | 1 Kor. 3:16-17; NiP. 88:27-29  | 1              | 104    |
| 42. | Chcę być dobry                 | Kindness Begins with Me              | Clara W. McMaster, (ur. 1904)        | Lara W. McMaster, (ur. 1904)         | Łuk. 6:31; 10:30-37; Ef. 4:32  | 1              | 106    |
| 43. | Uczciwie żyj                   | Dare to Do Right                     | anonim                               | aranżacja A.C. Smyth, (1840–1909)    | Mat. 4:1-11; Ef. 6:1           | 2              | 108    |
| 44. | Złote tablice                  | The Golden Plates                    | Rose Thomas Graham, (1875–1967)      | J. Spencer Cornwall, (1888–1983)     | JS-Historia 1:51-53,59         | 2              | 110    |
| 45. | Rodzinna modlitwa              | Family Prayer                        | DeVota Mifflin Peterson, (1910–1996) | DeVota Mifflin Peterson, (1910–1996) | NiP. 69:7; 3 Ne. 18:21         | 3              | 1      |

Powyższy wykaz nie obejmuje wszystkich pieśni zawartych w śpiewniku.

## Akompaniament
Do wszystkich hymnów i pieśni dla dzieci dostępny jest w kościelnych ośrodkach zaopatrzeniowych akompaniament muzyczny nagrany na kasecie, pt. „Hymny, oraz pieśni dla dzieci – muzyka do zebrań kościelnych” (VVOT0529).